# Symesite
La symesite è un minerale scoperto nella cava di Merehead nel Somerset in Inghilterra. Il nome è stato attribuito in onore del professore Robert Symes del dipartimento di mineralogia del Museo di storia naturale di Londra.

## Morfologia
La symesite si presenta in piccoli cristalli o in aggregati policristallini concresciuti con la mendipite.

## Origine e giacitura
La symesite dell'olotipo e degli altri ossicloruri di piombo della cava di Merehead si è formata con l'interazione fra la galena primaria con brine metallifere a bassa temperatura lungo le fratture della massa originaria di Mn-Fe-Pb-Cu. La symesite è associata con cerussite, idrocerussite, paralaurionite, blixite, chloroxiphite, pirolusite, coronadite, ematite, parkinsonite e mereheadite.